# کاروانسرای سن سن
کاروانسرای سن سن مربوط به دوره صفوی است و در ۴۰ کیلومتری جادهٔ شاهراه قم به کاشان شهرستان کاشان بین دو روستای آب شیرین و مشکان واقع شده و این اثر در تاریخ ۲۷ مرداد ۱۳۶۴ با شمارهٔ ثبت ۱۶۷۷ به‌عنوان یکی از آثار ملی ایران به ثبت رسیده است.